# Geranomyia ornatrix
Geranomyia ornatrix är en tvåvingeart som beskrevs av Alexander 1926. Geranomyia ornatrix ingår i släktet Geranomyia och familjen småharkrankar. Inga underarter finns listade i Catalogue of Life.